# Toxitiades russus
Toxitiades russus är en skalbaggsart som först beskrevs av Leon Fairmaire 1893.  Toxitiades russus ingår i släktet Toxitiades och familjen långhorningar.
Artens utbredningsområde är Madagaskar. Inga underarter finns listade i Catalogue of Life.